# Calymmanthium
Calymmanthium é um gênero botânico da família Cactaceae.

## Sinonímia
Diploperianthium F.Ritter

## Espécies
- Calymmanthium substerile